# Telefoninformáció
A telefoninformáció a KSH TEÁOR rendszerében szereplő egyik üzleti szolgáltatás. A 82 - Adminisztratív, kiegészítő egyéb üzleti szolgáltatás ágazatba tartozik a 8220 - Telefoninformáció. (A TEÁOR '03 szerinti megfelelője a 7486 - Telefoninformáció volt.)
Ezt a szolgáltatást a magyar köznyelv gyakran az angol eredetű Call center kifejezéssel említi.

## Ebbe a szakágazatba tartozik
- beérkező hívások központja, ügyfél hívásainak fogadása kezelőszeméllyel, automatikus hívástovábbítással, számítógépes telefonos integráció segítségével, párbeszédes fogadórendszer vagy hasonló eljárások rendelésfelvételre, termékinformáció adása, vásárlói reklamációk kezelése
- kimenő hívások központja, ami hasonló módszereket használ a potenciális ügyfeleknek javak vagy szolgáltatások értékesítéséhez, piackutatáshoz, közvélemény-kutatáshoz és más hasonló ügyfélnek nyújtott szolgáltatásokhoz